# Asura (djur)
Asura är ett släkte av fjärilar. Asura ingår i familjen björnspinnare.

## Bildgalleri

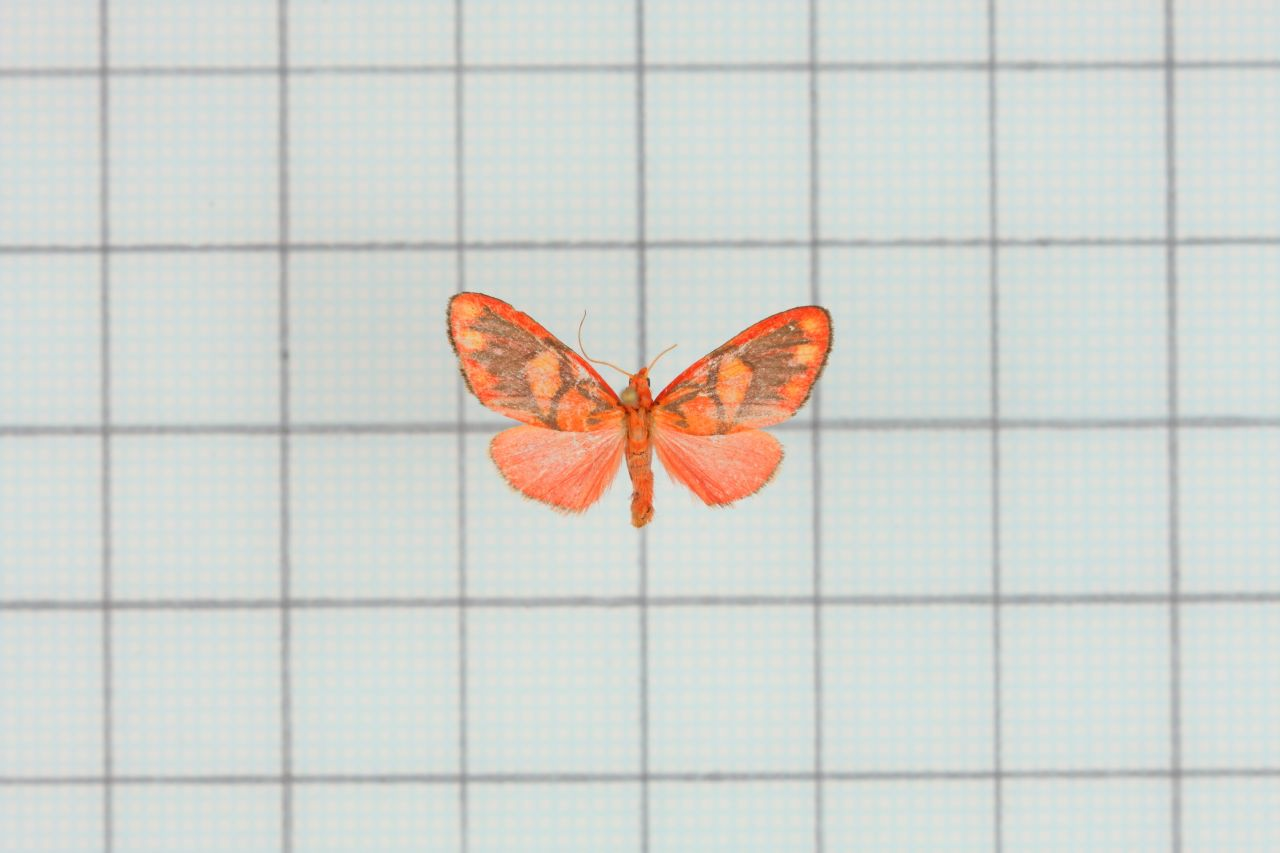
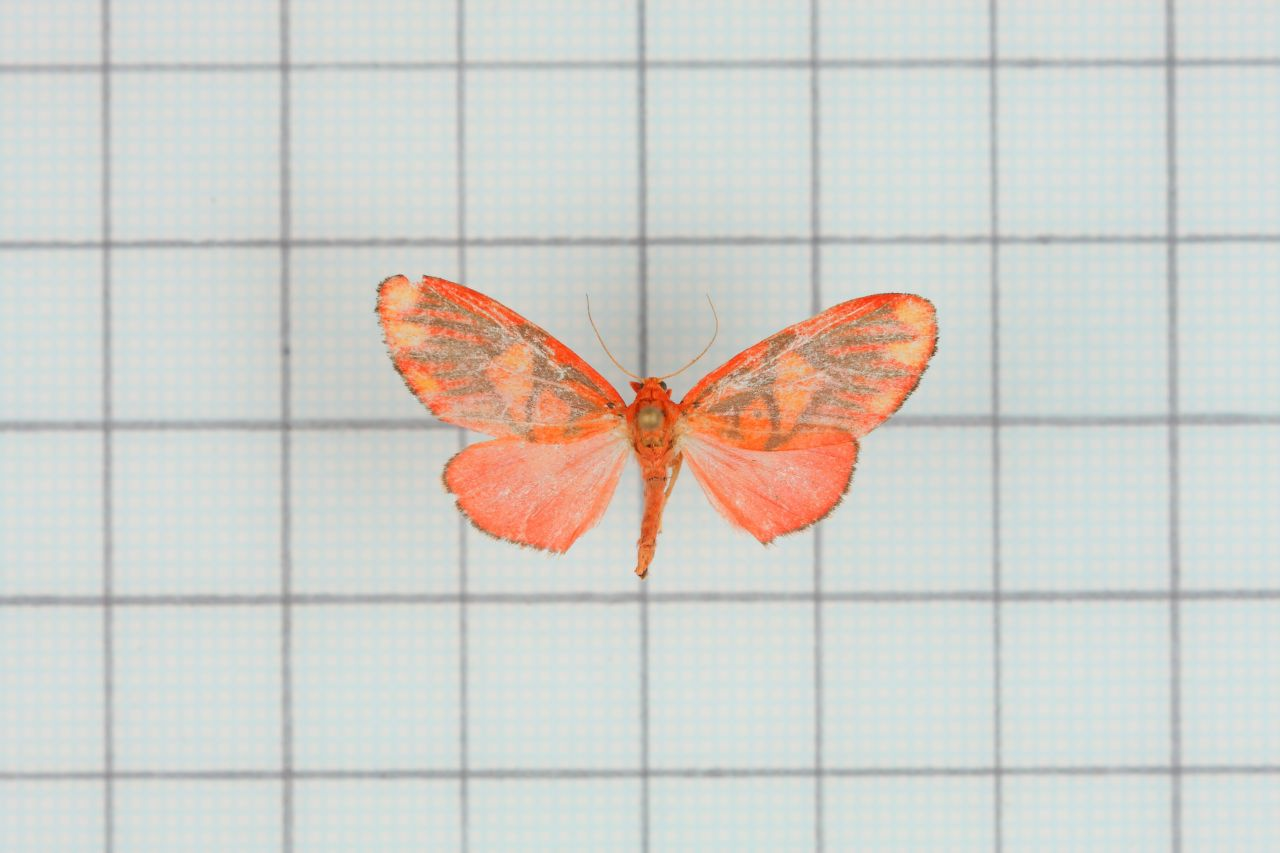
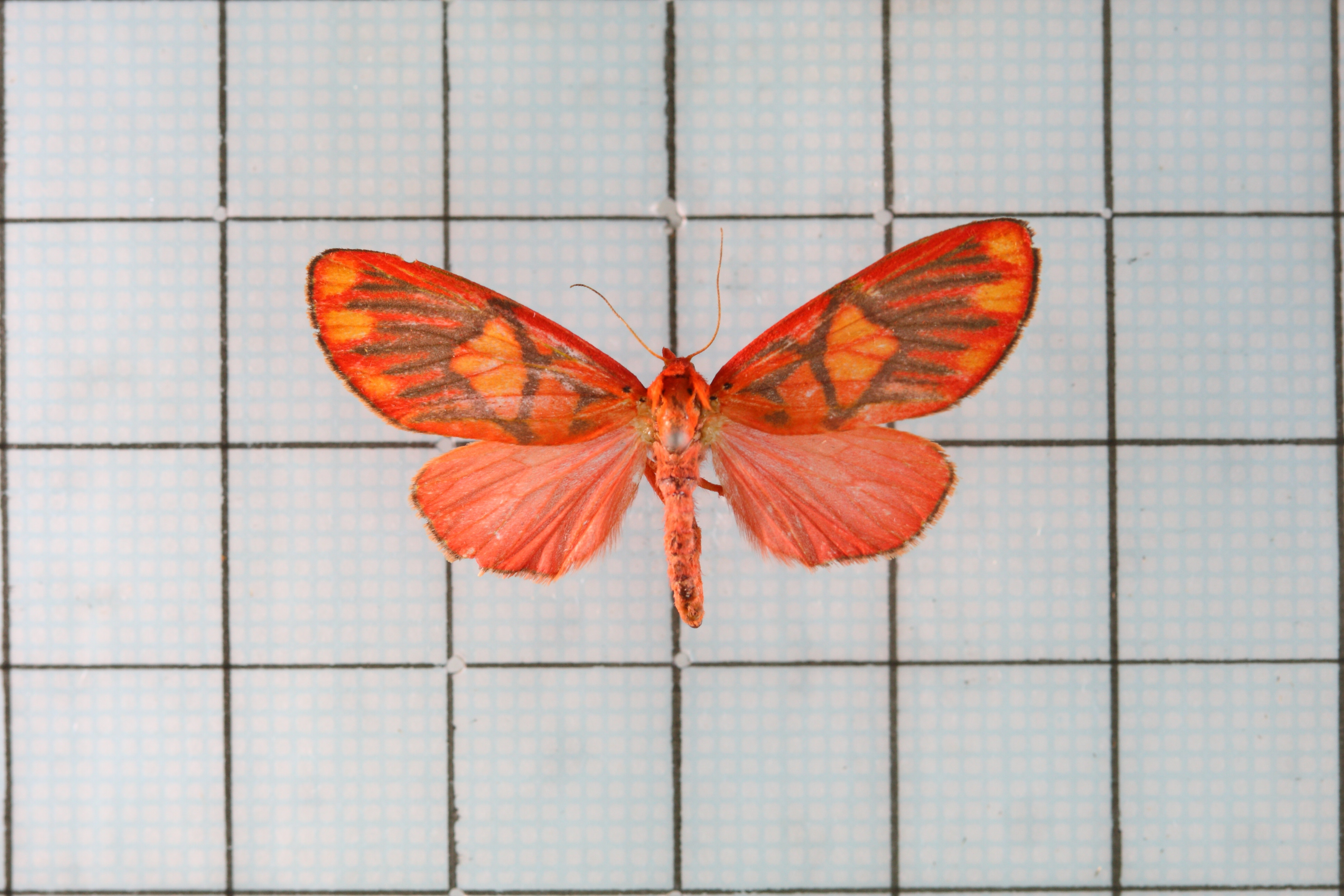
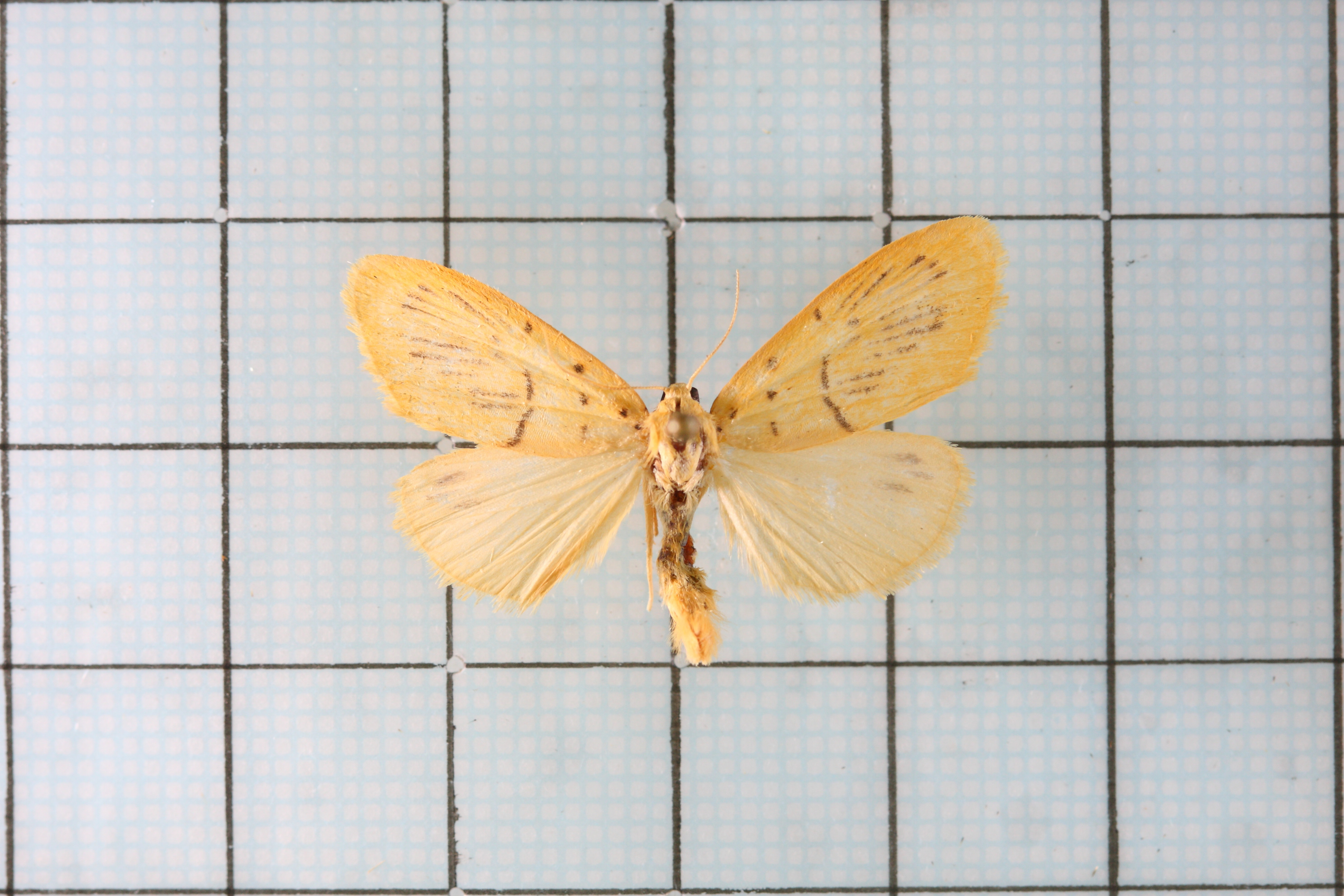
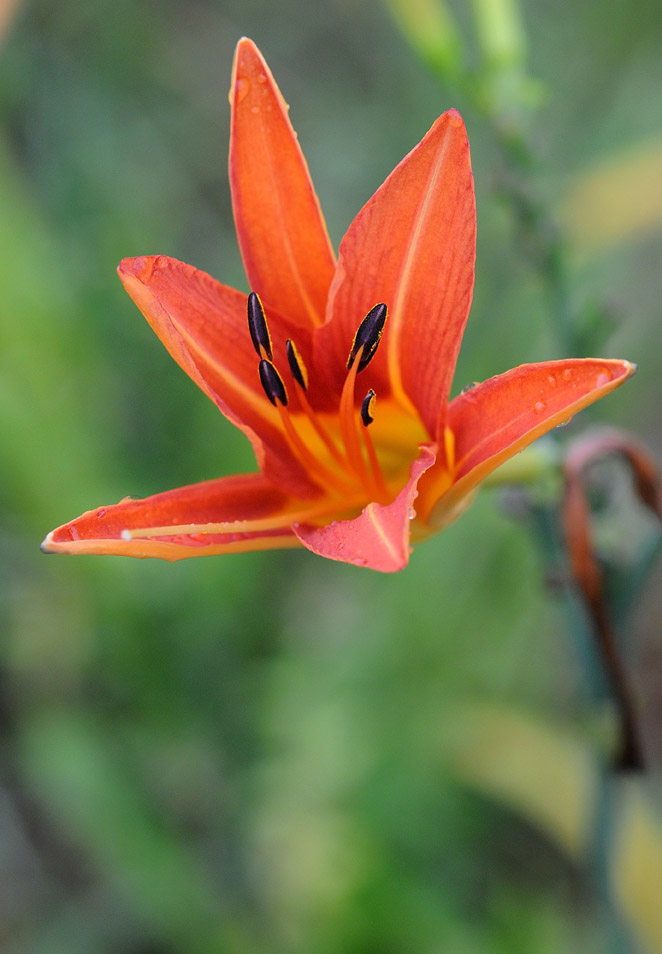
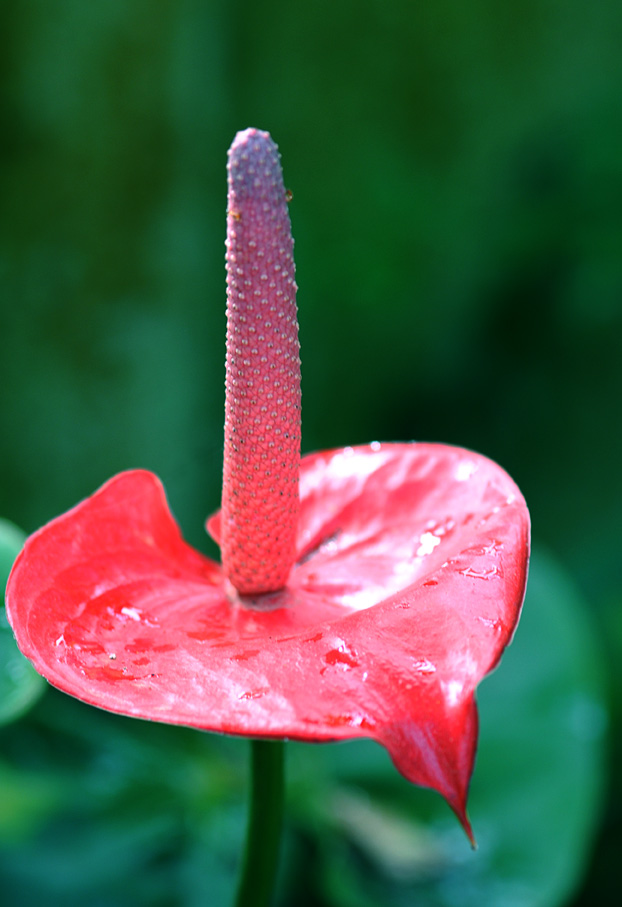

## Dottertaxa tillAsura, i alfabetisk ordning[1]
- Asura acteola
- Asura aegrota
- Asura agraphia
- Asura albidorsalis
- Asura albigrisea
- Asura alikangiae
- Asura amabilis
- Asura anaemica
- Asura analogus
- Asura andamana
- Asura anila
- Asura anomala
- Asura antemedialis
- Asura arctocarpi
- Asura arcuata
- Asura arenaria
- Asura aroa
- Asura asaphes
- Asura assamica
- Asura asuroides
- Asura atricraspeda
- Asura atrifusa
- Asura atritermina
- Asura aurantiaca
- Asura aureata
- Asura aureorosea
- Asura aurora
- Asura avernalis
- Asura basitessellata
- Asura bella
- Asura biagi
- Asura bipars
- Asura bipartita
- Asura biplagiata
- Asura birivula
- Asura biseriata
- Asura bizonoides
- Asura bougainvillei
- Asura bougainvillicola
- Asura brunneofasciata
- Asura butleri
- Asura calamaria
- Asura callinoma
- Asura camerunensis
- Asura cancellata
- Asura carnea
- Asura catameces
- Asura celidopa
- Asura celipodoa
- Asura cervicalis
- Asura chromatica
- Asura chrypsilon
- Asura chrysomela
- Asura circumdata
- Asura citrinopuncta
- Asura citronopuncta
- Asura clara
- Asura clavula
- Asura coccineoflammea
- Asura coccineoflammens
- Asura coccinocosma
- Asura compsodes
- Asura conferta
- Asura confina
- Asura conflua
- Asura confluens
- Asura congerens
- Asura conjunctana
- Asura craigii
- Asura creatina
- Asura crenulata
- Asura crocopepla
- Asura crocoptera
- Asura crocota
- Asura cruciata
- Asura crustata
- Asura cuneifera
- Asura cuneigera
- Asura curvifascia
- Asura cyclota
- Asura cylletona
- Asura dampierensis
- Asura dasara
- Asura decisigna
- Asura decurrens
- Asura dentifera
- Asura dentiferoides
- Asura depuncta
- Asura dharma
- Asura diffusa
- Asura diluta
- Asura dinawa
- Asura dirhabdus
- Asura discisigna
- Asura discistriga
- Asura discocellularis
- Asura discoidalis
- Asura distributa
- Asura dividata
- Asura duplicata
- Asura ecmelaena
- Asura effulgens
- Asura eichhorni
- Asura eldola
- Asura elegans
- Asura eos
- Asura erythrias
- Asura eschara
- Asura esmia
- Asura euprepioides
- Asura evora
- Asura excurrens
- Asura fasciolata
- Asura feminina
- Asura flagrans
- Asura flavagraphia
- Asura flaveola
- Asura flavescens
- Asura flavia
- Asura flavida
- Asura flavivenosa
- Asura floccosa
- Asura floridensis
- Asura formosicola
- Asura frigida
- Asura fruhstorferi
- Asura fulguritis
- Asura fulvia
- Asura fulvimarginata
- Asura furcata
- Asura fusca
- Asura fuscalis
- Asura fuscifera
- Asura fuscifusa
- Asura gabunica
- Asura gaudens
- Asura geminata
- Asura geodetis
- Asura griseata
- Asura griseotincta
- Asura grisescens
- Asura guntheri
- Asura habrotis
- Asura haemachroa
- Asura hemixantha
- Asura hieroglyphica
- Asura hilara
- Asura hilaris
- Asura homoea
- Asura homogena
- Asura hopkinsi
- Asura horishanella
- Asura humilis
- Asura hyporhoda
- Asura ichorina
- Asura ila
- Asura inclusa
- Asura incompleta
- Asura inconspicua
- Asura indecisa
- Asura infumata
- Asura inornata
- Asura insularis
- Asura intensa
- Asura intermedia
- Asura interserta
- Asura intrita
- Asura irregularis
- Asura isabelina
- Asura javanica
- Asura kangrana
- Asura ktimuna
- Asura lacteoflava
- Asura latimargo
- Asura likiangensis
- Asura limbata
- Asura liparidia
- Asura lutara
- Asura lutarella
- Asura lutea
- Asura luzonica
- Asura lydia
- Asura magica
- Asura manusi
- Asura marginata
- Asura marginatana
- Asura mediastina
- Asura mediofascia
- Asura mediopuncta
- Asura megala
- Asura melanoleuca
- Asura melanopyga
- Asura melanoxantha
- Asura melitaula
- Asura metahyala
- Asura metamelas
- Asura metascota
- Asura mienshanica
- Asura miltochristaemorpha
- Asura miltochristina
- Asura mimetica
- Asura modesta
- Asura moluccensis
- Asura monospila
- Asura mylea
- Asura natalensis
- Asura neavi
- Asura nebulosa
- Asura nigriciliata
- Asura nigripuncta
- Asura nigrivena
- Asura nubifascia
- Asura nubilalis
- Asura numida
- Asura obliqua
- Asura obliquata
- Asura obliquilinea
- Asura obliterans
- Asura obliterata
- Asura obscurodiscalis
- Asura obsolescens
- Asura obsoleta
- Asura ocellata
- Asura ochracea
- Asura ochreomaculata
- Asura ochrostraminea
- Asura ocnerioides
- Asura octiger
- Asura orsova
- Asura owgarra
- Asura pallida
- Asura parallina
- Asura pectinata
- Asura pectinella
- Asura peloa
- Asura percurrens
- Asura perihaemia
- Asura peripherica
- Asura perpusilla
- Asura phaeobasis
- Asura phaeoplagia
- Asura phaeosticta
- Asura phantasma
- Asura phryctopa
- Asura phryctops
- Asura placens
- Asura platyrhabda
- Asura polyspila
- Asura porphyrea
- Asura postbicolor
- Asura postfasciatus
- Asura postfusca
- Asura postica
- Asura prionosticha
- Asura pseudaurora
- Asura pseudojosiodes
- Asura pudibonda
- Asura punctata
- Asura punctifascia
- Asura punctilinea
- Asura punctilineata
- Asura pyraula
- Asura pyrauloides
- Asura pyropa
- Asura pyrostrota
- Asura quadrifasciata
- Asura quadrilineata
- Asura reducta
- Asura reticulata
- Asura reversa
- Asura rhabdota
- Asura rhodina
- Asura rivulosa
- Asura rosacea
- Asura rosea
- Asura roseogrisea
- Asura rubricans
- Asura rubricosa
- Asura rubrimargo
- Asura ruenca
- Asura rufostria
- Asura rufotincta
- Asura ruptifascia
- Asura russula
- Asura sagenaria
- Asura sagittaria
- Asura samboanganus
- Asura scripta
- Asura semicirculata
- Asura semifascia
- Asura semivitrea
- Asura senara
- Asura septemmaculata
- Asura serratilinea
- Asura sexpuncta
- Asura sexualis
- Asura signata
- Asura simillima
- Asura simplicifascia
- Asura simplifascia
- Asura simulans
- Asura sinica
- Asura snelleni
- Asura solita
- Asura spurrelli
- Asura straminea
- Asura striata
- Asura strigata
- Asura strigatula
- Asura strigipennis
- Asura strigulata
- Asura suavis
- Asura subcervina
- Asura subcruciata
- Asura subfulvia
- Asura submarmorata
- Asura suffusa
- Asura sullia
- Asura synestramena
- Asura szetschwanica
- Asura tabida
- Asura temperata
- Asura terminata
- Asura tessellata
- Asura thomensis
- Asura tibada
- Asura toxodes
- Asura triangularis
- Asura tricolor
- Asura trifasciata
- Asura tripuncta
- Asura trizonata
- Asura truncata
- Asura umbrifera
- Asura umbrosa
- Asura undulata
- Asura undulosa
- Asura unicolora
- Asura unifascia
- Asura uniformeola
- Asura uniformis
- Asura unilinea
- Asura unipuncta
- Asura wandammenensae
- Asura wandammensis
- Asura variabilis
- Asura varians
- Asura violacea
- Asura vivida
- Asura xantha
- Asura xantherythra
- Asura xanthophaea